# Edward Boyle
Edward Charles Gurney Boyle (ur. 31 sierpnia 1923 w Londynie, zm. 28 września 1981 w Leeds) – brytyjski szlachcic i polityk, członek Partii Konserwatywnej, minister w rządach Harolda Macmillana i Aleca Douglasa-Home’a.
Był najstarszym synem Edwarda Boyle'a, 2. baroneta. Po śmierci ojca w 1945 r. został 3. baronetem. Wykształcenie odebrał w Eton College oraz w Christ Church na Uniwersytecie Oksfordzkim. Studia ukończył w 1949 r. W latach 1942–1945 pracował w Ministerstwie Spraw Zagranicznych. Pracował również w Bletchley Park.

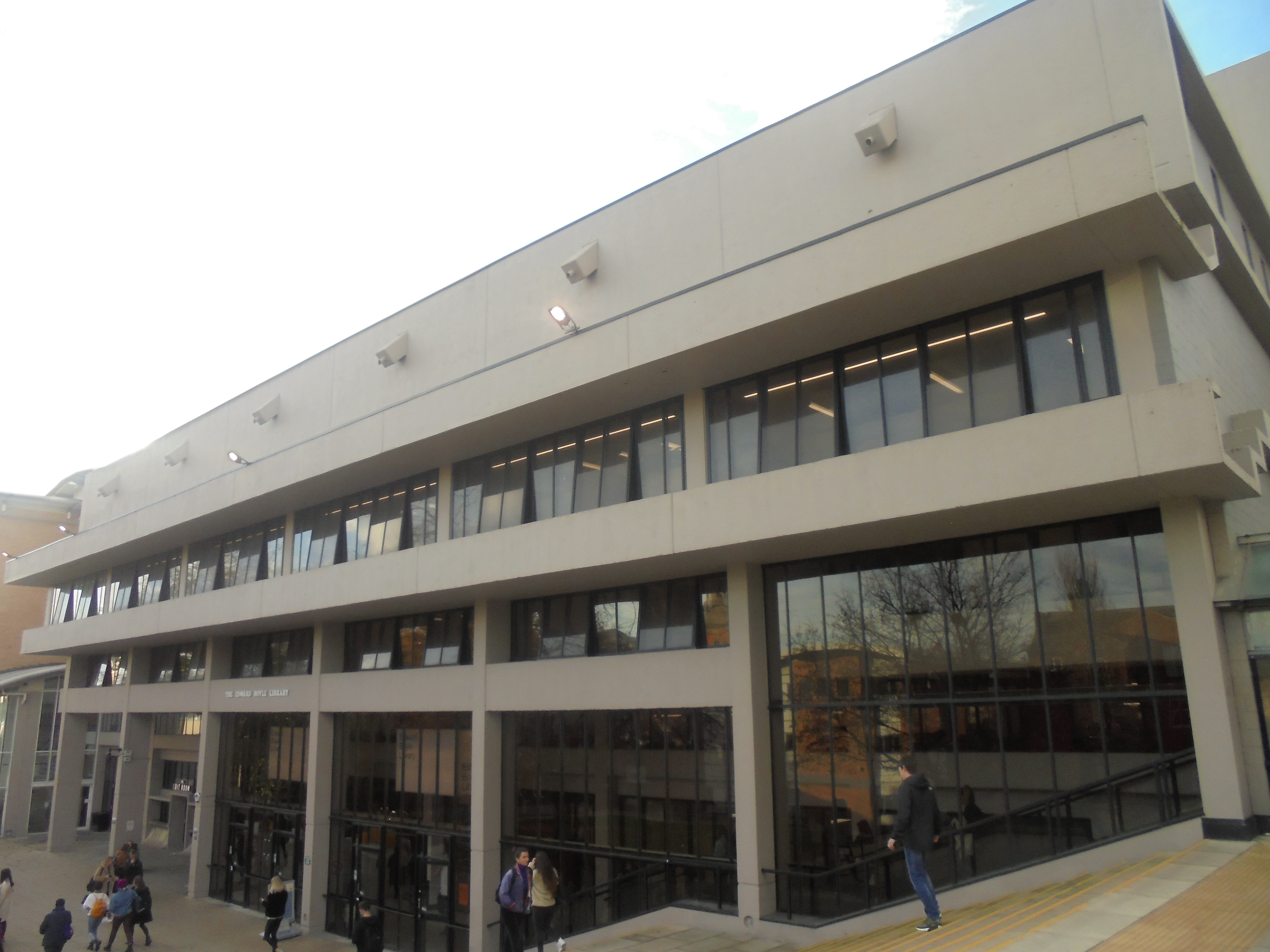
Edward Boyle Library

W 1950 r. został wybrany do Izby Gmin jako reprezentant okręgu Birmingham Handsworth. W 1951 r. został parlamentarnym prywatnym sekretarzem podsekretarza stanu w ministerstwie lotnictwa, a następnie sprawował analogiczny urząd przy podsekretarzu stanu w ministerstwie obrony. W latach 1954–1955 był parlamentarnym sekretarzem w ministerstwie zaopatrzenia. W latach 1955–1956 był ekonomicznym sekretarzem skarbu. W 1957 r. został parlamentarnym sekretarzem w ministerstwie edukacji. W latach 1959–1962 był finansowym sekretarzem skarbu, a w latach 1962–1964 członkiem gabinetu jako minister edukacji. W 1964 r. przez krótki czas był ministrem stanu w ministerstwie edukacji. W latach 1964–1965 był ministrem spraw wewnętrznych w gabinecie cieni.
Boyle zasiadał w Izbie Gmin do 1970 r. Następnie został kreowany parem dożywotnim jako baron Boyle of Handsworth i zasiadł w Izbie Lordów. Został również wicekanclerzem Uniwersytetu Leeds. W latach 1977–1978 był przewodniczącym Komitetu Wicekanclerzy i Dyrektorów Uniwersytetów Zjednoczonego Królestwa. Otrzymał honorowe tytuły doktora praw od uniwersytetów w Leeds i Southampton w 1965 r., Bath w 1968 r., Sussex w 1972 r. oraz Liverpoolu w 1981 r.
Lord Boyle zmarł w 1981 r. Nigdy się nie ożenił i nie pozostawił potomstwa. Tytuł baroneta odziedziczył jego młodszy brat, Richard.